# Федеральная архитектура

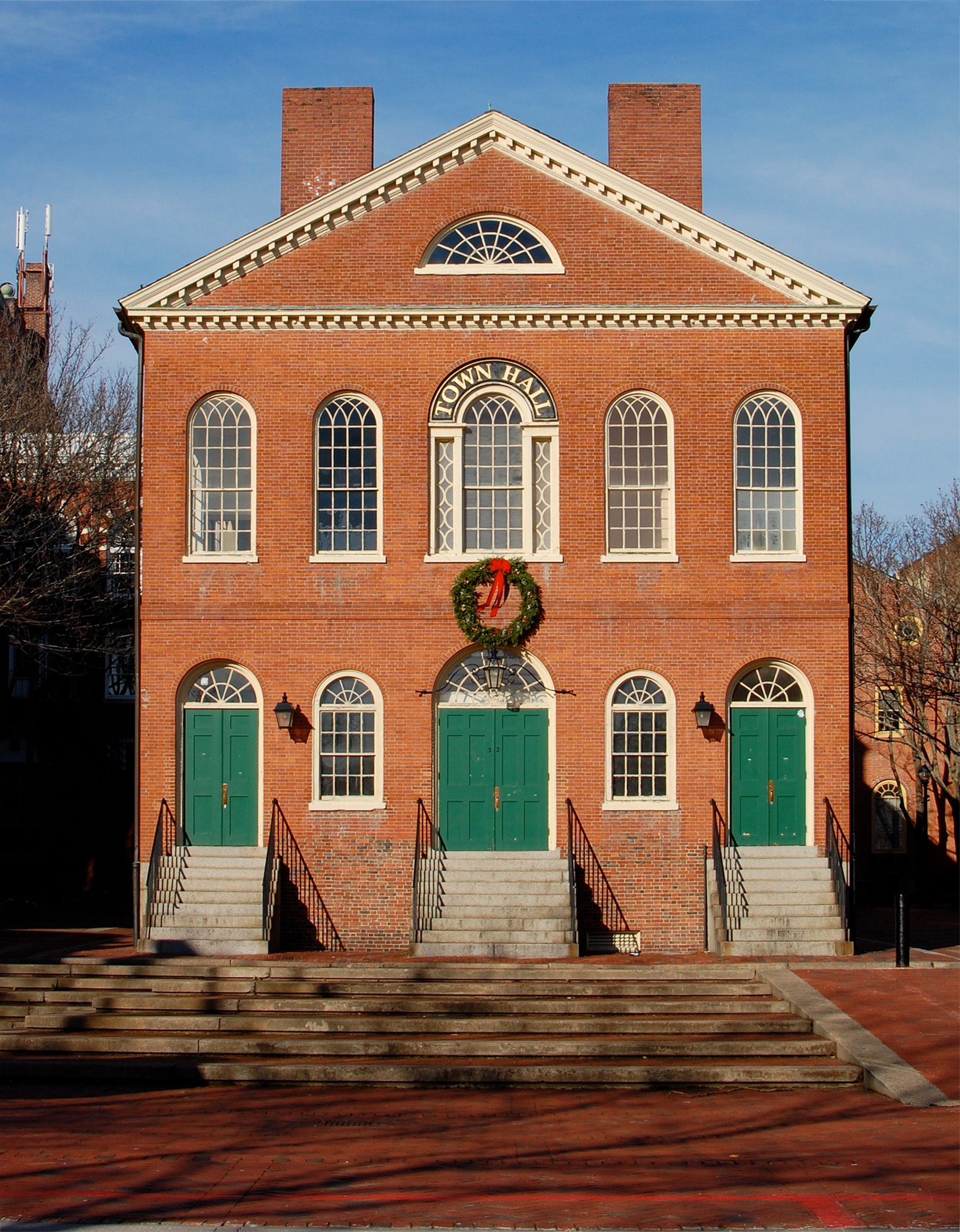
Город Салем в штате Массачусетс считается заповедником федерального стиля

Федеральная архитектура (Federal architecture) — ранний этап в развитии архитектуры США, для которого свойственно сочетание наследия георгианской архитектуры с элементами входящего в моду классицизма (колонны, купола и т.п.). Здания в этой стилистике возводились на рубеже XVIII и XIX веков (преимущественно с 1785 по 1815 годы).
Для рядовой жилой застройки в федеральном стиле (как правило, двухэтажной) характерны следующие черты:
- прямоугольные формы;
- низкоскатная крыша, низкие мезонины;
- поднятый фундамент;
- окна расположены строго симметрично вокруг фронтальной двери;
- стройные ряды окон на фасаде;
- узкие боковые окна, вытянутые, разделенные на квадраты;
- фаланговые окна при входной двери;
- декоративная крыша или полукруглая декоративная «корона» над передней дверью;
- венецианские окна;
- круглые или овальные окна;
- ставни;
- овальные арки.

Особенности интерьеров в федеральном стиле:
- применение деревянного декора;
- изогнутые открытые лестницы в духе классицизма;
- декоративная гипсовая штукатурка для украшения каминов, стен, потолков;